# Iadail Dari I
Iadail Dari I (em árabe: يدع إل ذريح الأول; romaniz.: yadeu 'iil dharih al'awal, em sabeu: ydʿʾl ḏrḥ), filho de Sumuali I,  foi o 18º Mucarribe de Sabá . Seu reinado é colocado por volta de 690-650 a.C. por Hermann von Wissmann  e por volta de 490-470 a.C. por Kenneth Kitchen. 

## Histórico
Iadail Dari é conhecido pelas inscrições que registram a construção de vários edifícios monumentais. Seu projeto de construção mais significativo foi em Maribe o Templo de Auã, também conhecido sob o nome de Marã Bilquis ("palácio de Bilquis", nome árabe para a rainha de Sabá) em meados do século VII a.C. esse templo se tornou um santuário unificador da tribo de Sabá e foi cercado por uma vasta necrópole fora dos portões da capital .   Iadail Dari também construiu o templo de Almacá, o deus da lua, na cidade de Siruá,  e as paredes do templo em Almaçajide, 27 km ao sul de Maribe.  Após a sua morte foi substituído por seu filho Sumuali Ianufe III,  além desse teve outro filho chamado Iata Amar Uatar III que se tornará o 20º Mucarribe.